# Fontenay-sur-Eure
Pour les articles homonymes, voir Fontenay.
Fontenay-sur-Eure est une commune française située dans le département d'Eure-et-Loir en région Centre-Val de Loire.

## Géographie

### Situation

Situation géographique
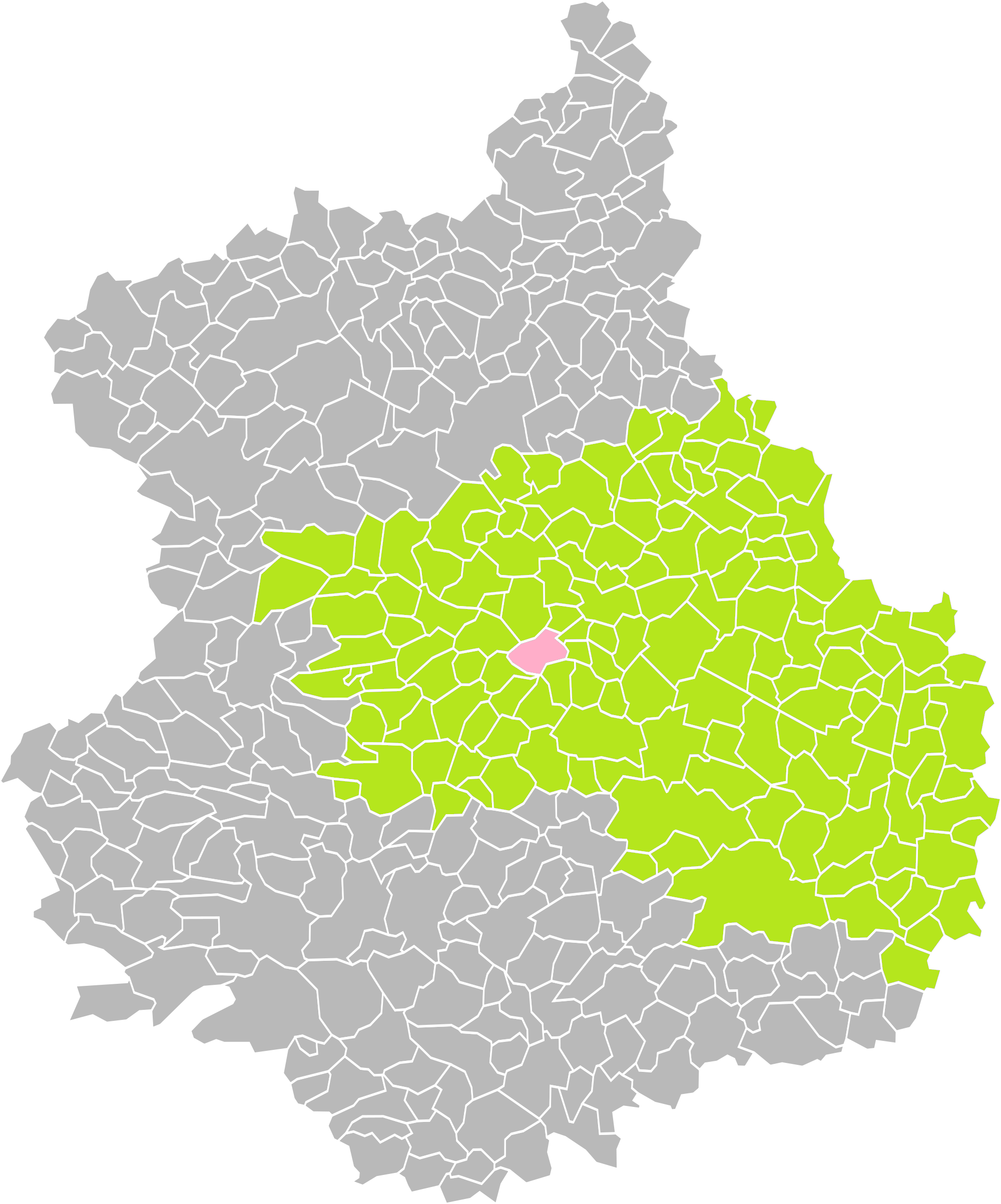
Fontenay-sur-Eure dans son arrondissement.
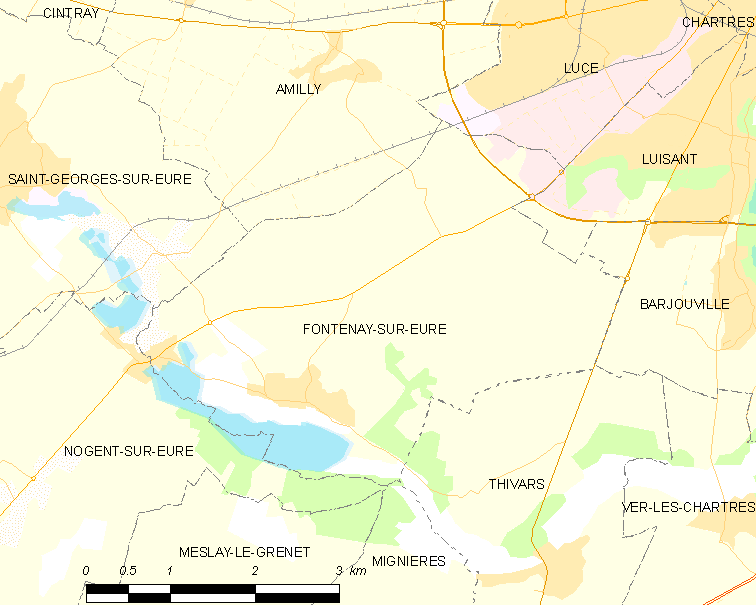
Carte de la commune de Fontenay-sur-Eure.

### Communes limitrophes
|                        | Amilly            | Lucé Luisant      |
| Saint-Georges-sur-Eure | Fontenay-sur-Eure | Barjouville       |
|                        | Nogent-sur-Eure   | Thivars Mignières |

### Hydrographie
Provenant du nord-ouest par Saint-Georges-sur-Eure, la rivière l'Eure, affluent en rive gauche du fleuve la Seine, borde le sud de la commune pour couler ensuite vers le sud-est entre les communes de Mignières et Thivars.

### Climat
Pour des articles plus généraux, voir Climat du Centre-Val de Loire et Climat d'Eure-et-Loir.
En 2010, le climat de la commune est de type climat océanique dégradé des plaines du Centre et du Nord, selon une étude du CNRS s'appuyant sur une série de données couvrant la période 1971-2000. En 2020, Météo-France publie une typologie des climats de la France métropolitaine dans laquelle la commune est exposée à un climat océanique altéré et est dans la région climatique  Sud-ouest du bassin Parisien, caractérisée par une faible pluviométrie, notamment au printemps (120 à 150 mm) et un hiver froid (3,5 °C). 
Pour la période 1971-2000, la température annuelle moyenne est de 10,7 °C, avec une amplitude thermique annuelle de 14,6 °C. Le cumul annuel moyen de précipitations est de 623 mm, avec 10,6 jours de précipitations en janvier et 7,7 jours en juillet. Pour la période 1991-2020, la température moyenne annuelle observée sur la station météorologique de Météo-France la plus proche, « Chartres », sur la commune de Champhol à 11 km à vol d'oiseau, est de 11,4 °C et le cumul annuel moyen de précipitations est de 606,1 mm,. Pour l'avenir, les paramètres climatiques de la commune estimés pour 2050 selon différents scénarios d'émission de gaz à effet de serre sont consultables sur un site dédié publié par Météo-France en novembre 2022.

## Urbanisme

### Typologie
Au 1er janvier 2024, Fontenay-sur-Eure est catégorisée bourg rural, selon la nouvelle grille communale de densité à 7 niveaux définie par l'Insee en 2022.
Elle est située hors unité urbaine. Par ailleurs la commune fait partie de l'aire d'attraction de Chartres, dont elle est une commune de la couronne,. Cette aire, qui regroupe 117 communes, est catégorisée dans les aires de 50 000 à moins de 200 000 habitants,.

### Occupation des sols
L'occupation des sols de la commune, telle qu'elle ressort de la base de données européenne d’occupation biophysique des sols Corine Land Cover (CLC), est marquée par l'importance des territoires agricoles (80,8 % en 2018), en diminution par rapport à 1990 (87 %). La répartition détaillée en 2018 est la suivante : 
terres arables (73,7 %), eaux continentales (5,4 %), zones urbanisées (5,2 %), zones agricoles hétérogènes (3,6 %), prairies (3,5 %), forêts (3,4 %), zones industrielles ou commerciales et réseaux de communication (2,9 %), espaces verts artificialisés, non agricoles (2,3 %). L'évolution de l’occupation des sols de la commune et de ses infrastructures peut être observée sur les différentes représentations cartographiques du territoire : la carte de Cassini (XVIIIe siècle), la carte d'état-major (1820-1866) et les cartes ou photos aériennes de l'IGN pour la période actuelle (1950 à aujourd'hui).

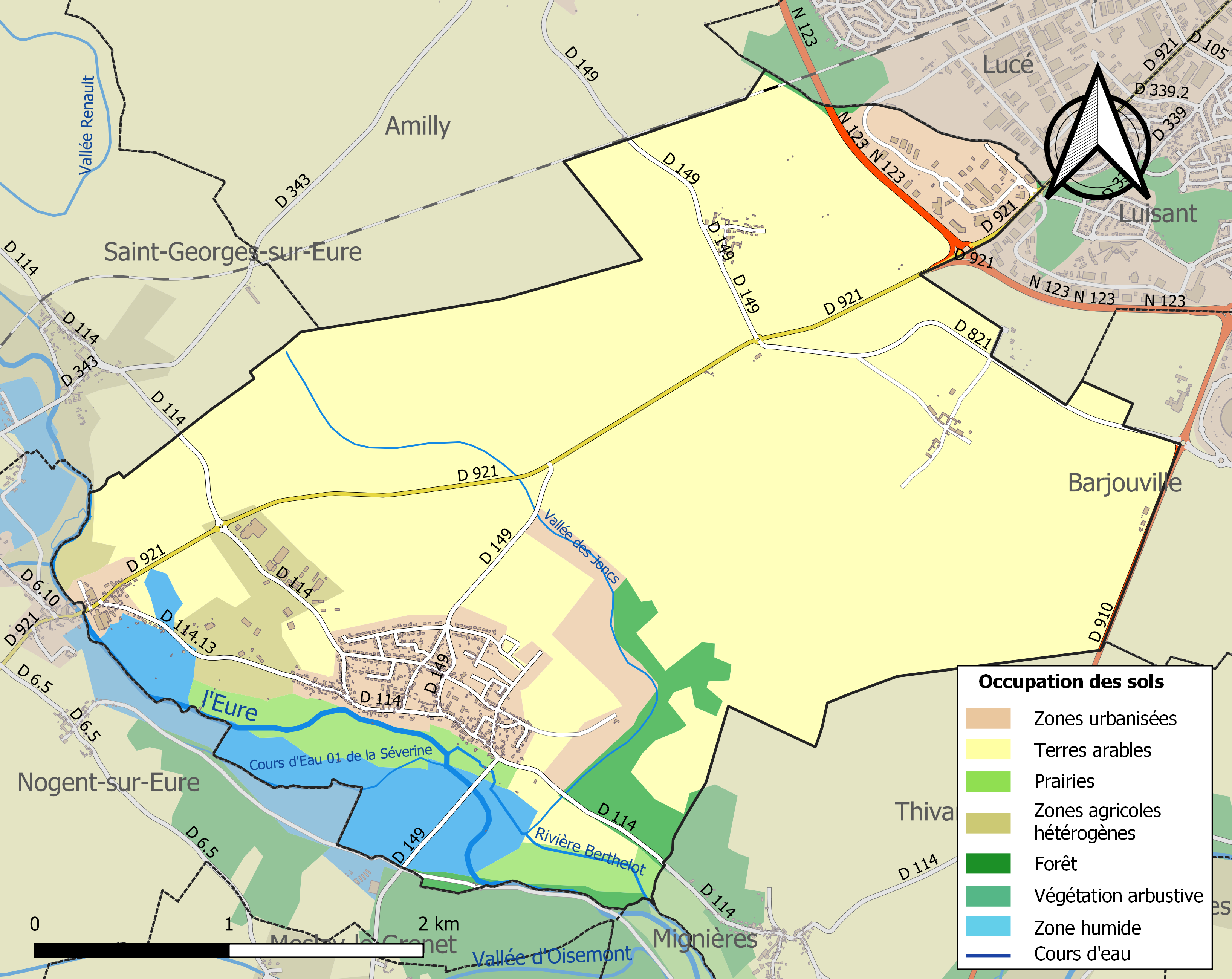
Carte des infrastructures et de l'occupation des sols de la commune en 2018 (CLC).

### Risques majeurs
Le territoire de la commune de Fontenay-sur-Eure est vulnérable à différents aléas naturels : météorologiques (tempête, orage, neige, grand froid, canicule ou sécheresse), inondationset séisme (sismicité très faible). Il est également exposé à un risque technologique, le transport de matières dangereuses. Un site publié par le BRGM permet d'évaluer simplement et rapidement les risques d'un bien localisé soit par son adresse soit par le numéro de sa parcelle.

#### Risques naturels
Certaines parties du territoire communal sont susceptibles d’être affectées par le risque d’inondation par débordement de cours d'eau, notamment la Vallée du Bois des Vaux et l'Eure. La commune a été reconnue en état de catastrophe naturelle au titre des dommages causés par les inondations et coulées de boue survenues en 1995, 1999 et 2019,.

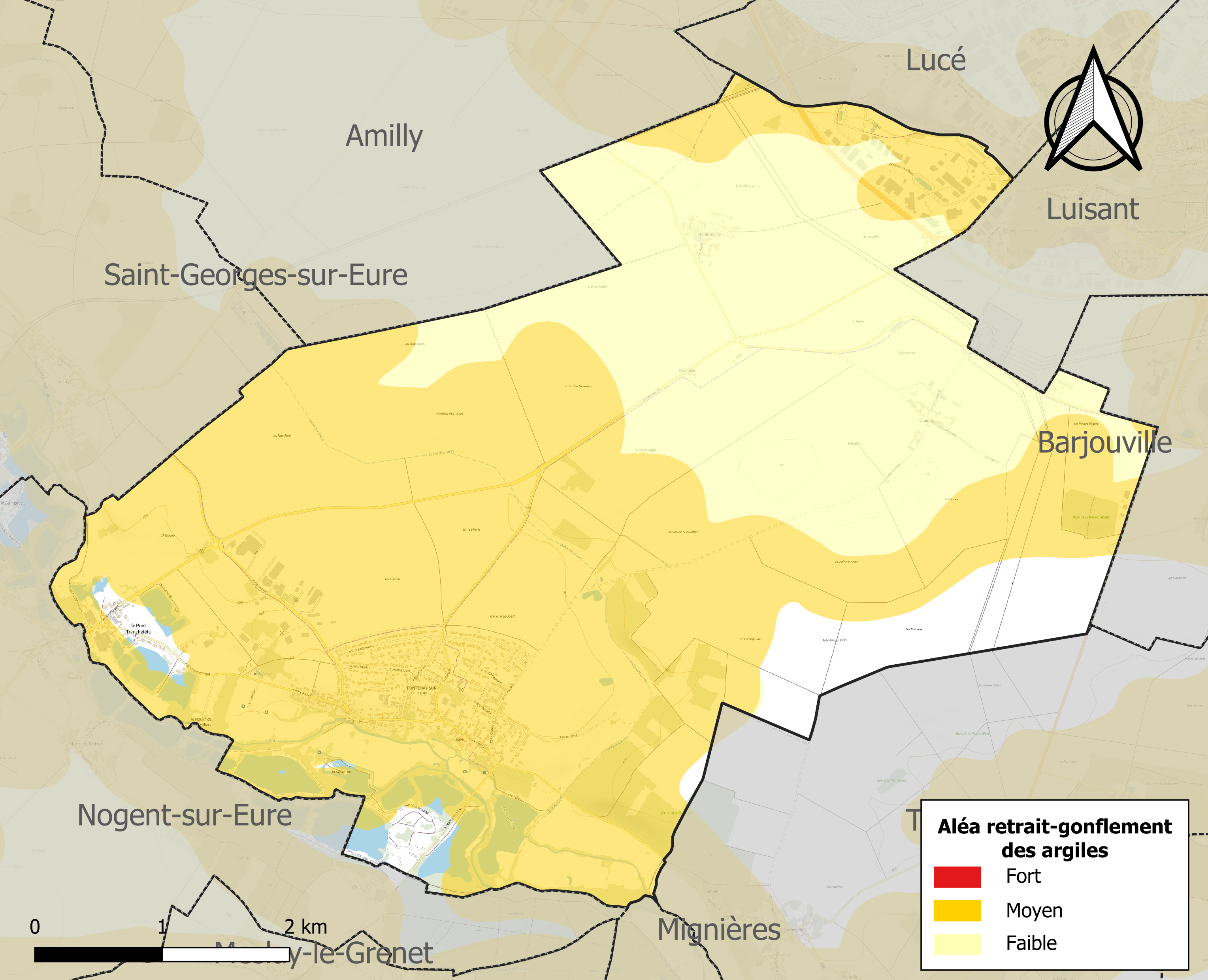
Carte des zones d'aléa retrait-gonflement des sols argileux de Fontenay-sur-Eure.

Le retrait-gonflement des sols argileux est susceptible d'engendrer des dommages importants aux bâtiments en cas d’alternance de périodes de sécheresse et de pluie. 64,1 % de la superficie communale est en aléa moyen ou fort (52,8 % au niveau départemental et 48,5 % au niveau national). Sur les 410 bâtiments dénombrés sur la commune en 2019, 366 sont en aléa moyen ou fort, soit 89 %, à comparer aux 70 % au niveau départemental et 54 % au niveau national. Une cartographie de l'exposition du territoire national au retrait gonflement des sols argileux est disponible sur le site du BRGM,.
Concernant les mouvements de terrains, la commune a été reconnue en état de catastrophe naturelle au titre des dommages causés par des mouvements de terrain en 1999.

#### Risques technologiques
Le risque de transport de matières dangereuses sur la commune est lié à sa traversée par des infrastructures routières ou ferroviaires importantes ou la présence d'une canalisation de transport d'hydrocarbures. Un accident se produisant sur de telles infrastructures est en effet susceptible d’avoir des effets graves au bâti ou aux personnes jusqu’à 350 m, selon la nature du matériau transporté. Des dispositions d’urbanisme peuvent être préconisées en conséquence.

## Toponymie
Fontenay désigne généralement un lieu présentant plusieurs sources d'eau (suffixe -ay, -aie désignant la multitude en un lieu, apposé à la racine latine fons / fontanus, fontaine).
L'Eure est une rivière qui prend sa source dans la région naturelle du Perche et qui coule dans les départements de l'Orne, d'Eure-et-Loir, de l'Eure et de la Seine-Maritime.

## Politique et administration

### Liste des maires
| Période                                  | Période   | Identité            | Étiquette | Qualité |
| ---------------------------------------- | --------- | ------------------- | --------- | --- |
| Mars 1983                                | Mars 2014 | Gérard Cornu        | RPR-UMP   | Député de la première circonscription d'Eure-et-Loir (1993-1997) Sénateur d'Eure-et-Loir (1998-2018) Ancien vice-président du Conseil général[réf. souhaitée] |
| mars 2014                                | En cours  | Michel Charpentier, |           | Ancien cadre |
| Les données manquantes sont à compléter. |           |                     |           | |

## Population et société

### Démographie
L'évolution du nombre d'habitants est connue à travers les recensements de la population effectués dans la commune depuis 1793. Pour les communes de moins de 10 000 habitants, une enquête de recensement portant sur toute la population est réalisée tous les cinq ans, les populations de référence des années intermédiaires étant quant à elles estimées par interpolation ou extrapolation. Pour la commune, le premier recensement exhaustif entrant dans le cadre du nouveau dispositif a été réalisé en 2007.

En 2022, la commune comptait 1 180 habitants, en évolution de +22,28 % par rapport à 2016 (Eure-et-Loir : −0,23 %, France hors Mayotte : +2,11 %).
| 1793 | 1800 | 1806 | 1821 | 1831 | 1836 | 1841 | 1846 | 1851 |
| ---- | ---- | ---- | ---- | ---- | ---- | ---- | ---- | ---- |
| 350  | 286  | 414  | 392  | 449  | 483  | 540  | 555  | 554  |

| 1856 | 1861 | 1866 | 1872 | 1876 | 1881 | 1886 | 1891 | 1896 |
| ---- | ---- | ---- | ---- | ---- | ---- | ---- | ---- | ---- |
| 525  | 524  | 508  | 484  | 466  | 487  | 465  | 561  | 527  |

| 1901 | 1906 | 1911 | 1921 | 1926 | 1931 | 1936 | 1946 | 1954 |
| ---- | ---- | ---- | ---- | ---- | ---- | ---- | ---- | ---- |
| 482  | 458  | 432  | 383  | 361  | 355  | 342  | 308  | 319  |

| 1962 | 1968 | 1975 | 1982 | 1990 | 1999 | 2006 | 2007 | 2012 |
| ---- | ---- | ---- | ---- | ---- | ---- | ---- | ---- | ---- |
| 330  | 364  | 495  | 571  | 669  | 708  | 803  | 817  | 838  |

| 2017  | 2022  | - | - | - | - | - | - | - |
| ----- | ----- | - | - | - | - | - | - | - |
| 1 016 | 1 180 | - | - | - | - | - | - | - |

## Culture locale et patrimoine

### Lieux et monuments
- Église Saint-Séverin de Fontenay-sur-Eure,  Inscrit MH (1987)[1].

L'église abrite notamment deux lambris de revêtement en bois du XVIIIe siècle, l'un dans le chœur, l'autre sur le portail principal, et un banc d’œuvre. Ces éléments proviennent de l'abbaye Notre-Dame de l'Eau et sont classés monument historique à titre d'objet

Lieux et monuments de Fontenay-sur-Eure
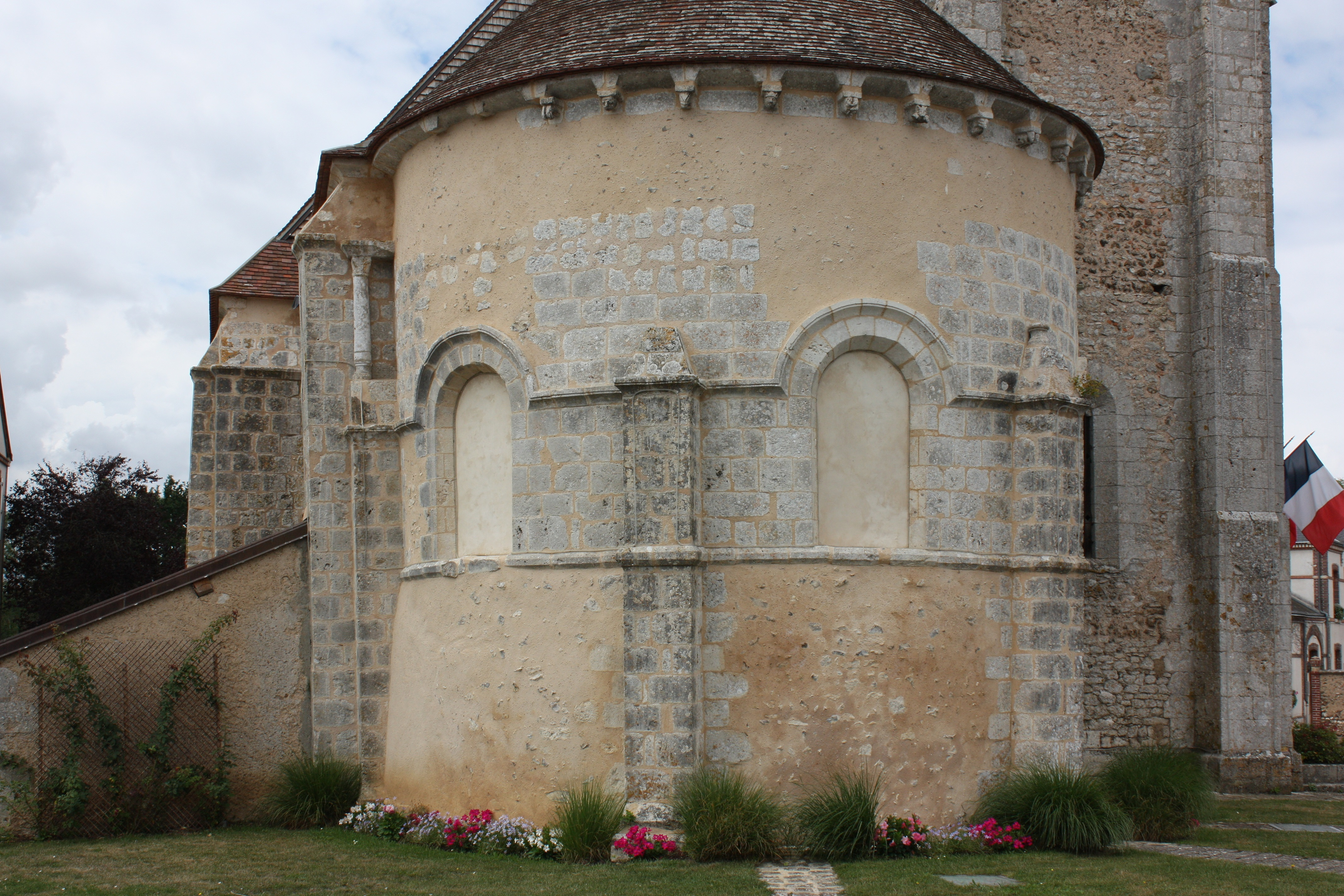
Abside de l'église.
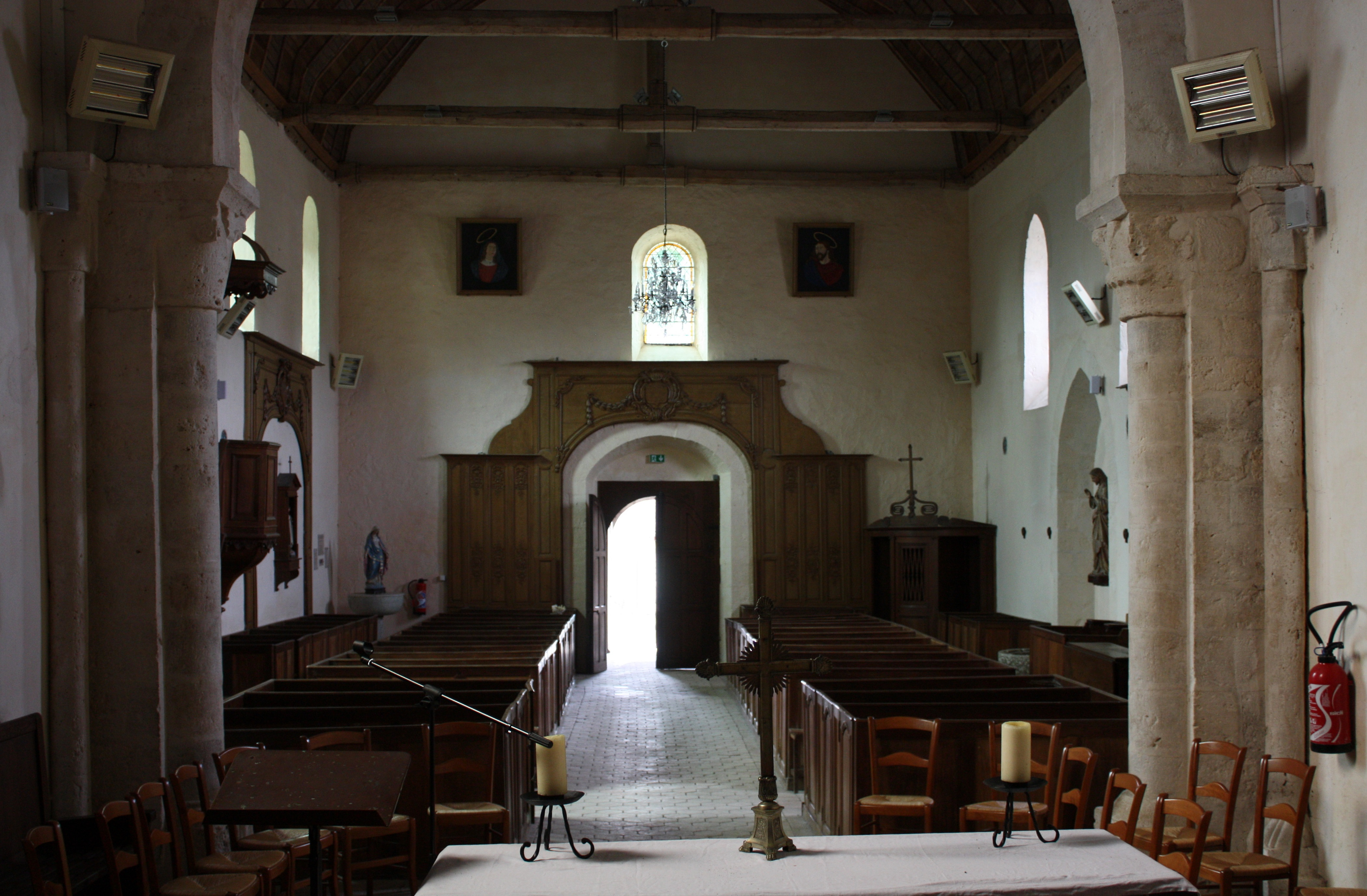
Intérieur vu du chœur.
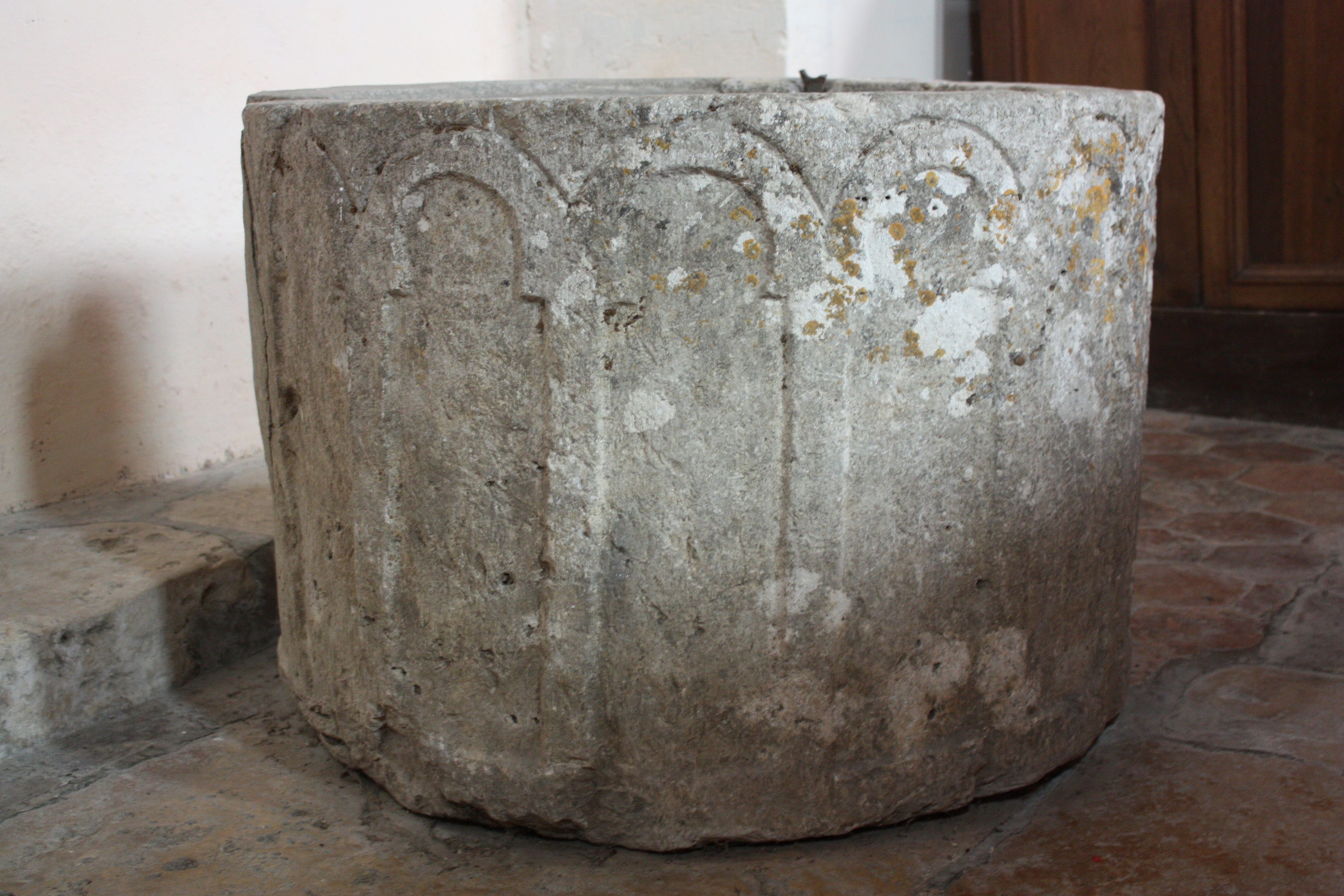
Fonts baptismaux.
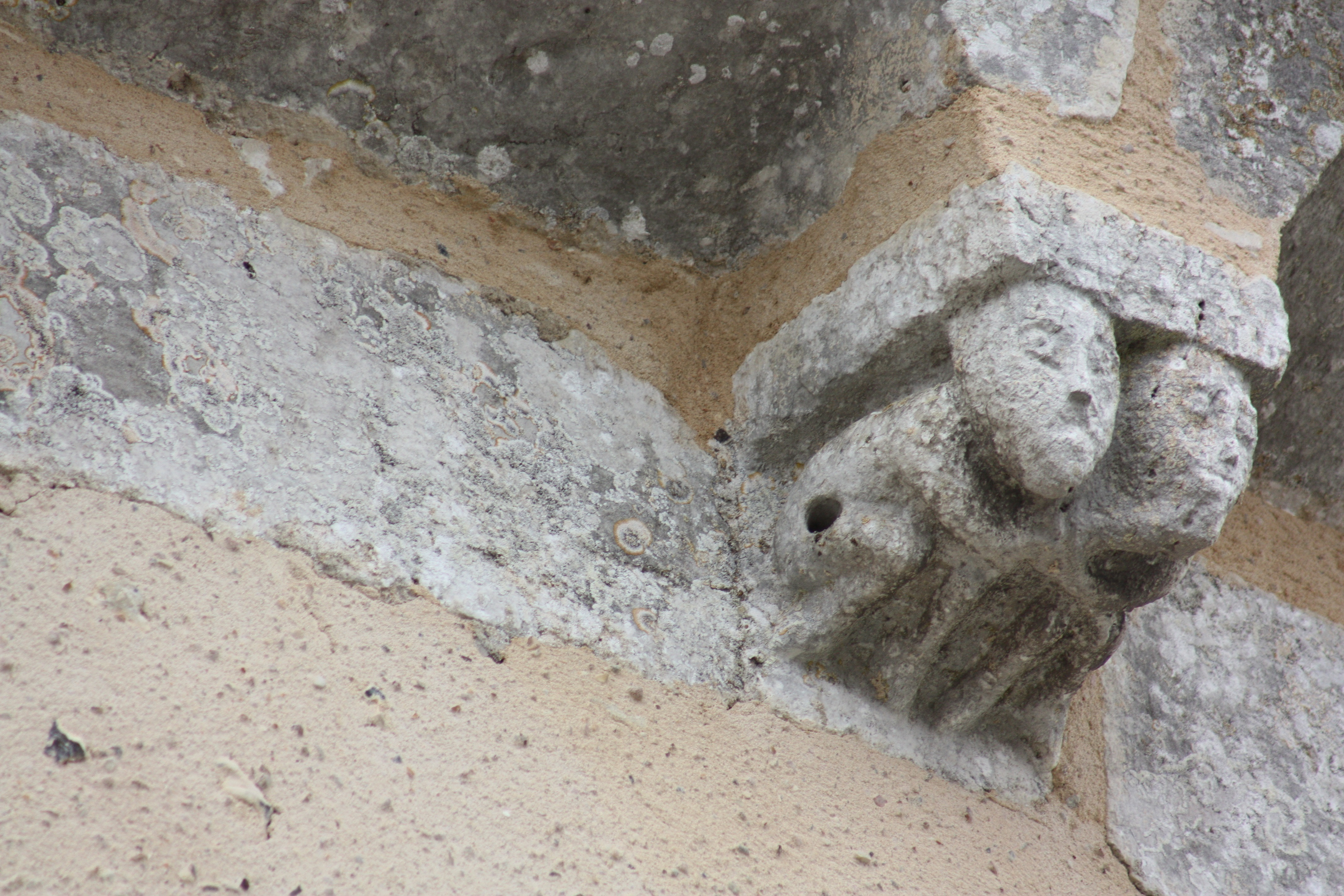
Modillon.

- Vestiges du temple protestant du hameau du Pont-Tranchefétu.

### Personnalités liées à la commune

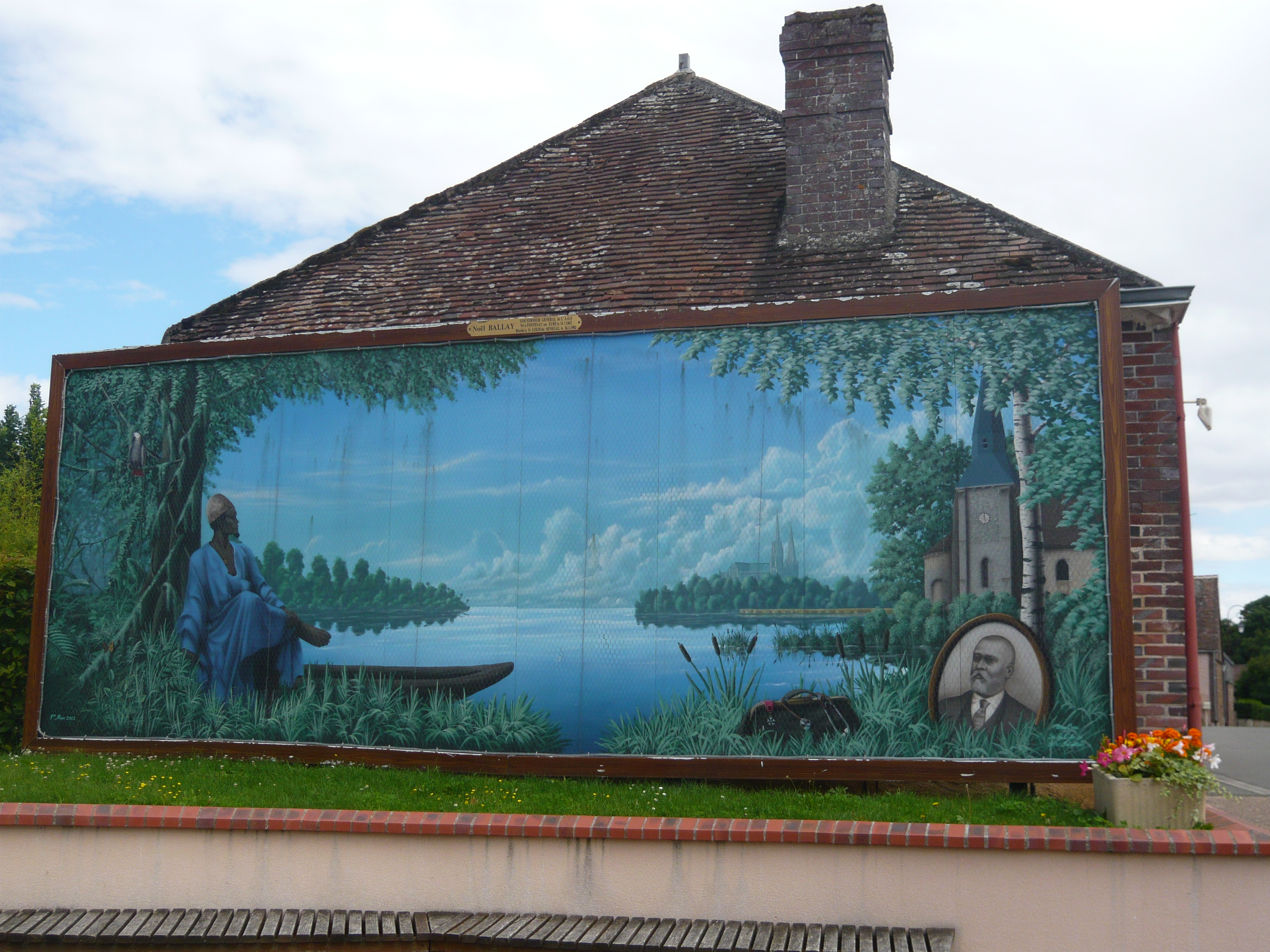
Fresque à Fontenay-sur-Eure en hommage à Noël Ballay.

Né à Fontenay-sur-Eure en 1847, à la fin du règne de Louis-Philippe, Noël Ballay passe son enfance dans la ferme des parents, va à l’école de Fontenay, puis à celle de Bonneval, pour rejoindre la pension Brou de Chartres (ex Institut Notre-Dame).
Doublement bachelier à 18 ans (Lettres et Sciences), il quitte la Beauce pour s’inscrire à la faculté de Médecine de Paris. Externe dans différents hôpitaux, la guerre de 1870 interrompt subitement ses études. Il s’engage et devient chirurgien aide-major dans l’armée de Chanzy. Il sera cité à l’ordre du jour lors du combat de Fréteval.
Il reprend son externat dans les hôpitaux de Paris. Pierre Savorgnan de Brazza qui se destine à explorer le Gabon recherche un coéquipier médecin. La rencontre entre les deux hommes est décisive, Noël Ballay part pour l’Afrique.
La première mission en 1875 consiste à pénétrer à l’intérieur des forêts équatoriales en remontant le fleuve Ogooué. Par son courage et son sang-froid, il évitera une attaque des Okibas hostiles à leur expédition. Il revient en France en 1878.
Après avoir passé sa thèse de doctorat, il repart pour une deuxième mission avec l’objectif d’atteindre les rives du haut Congo. Pierre et Noël, accompagnés d’une douzaine de laptots, réussissent leur défi en 1884.
De retour en France sa compétence est reconnue, il est nommé représentant officiel de la République, négociateur plénipotentiaire au Congrès de Berlin qui se tient de novembre 1884 à février 1885.
L’enjeu est le partage des territoires équatoriaux entre les Européens.
En 1886, il retourne au Gabon en tant que lieutenant gouverneur.
Puis, il est envoyé en mission dans les rivières du Sud (Guinée, Côte-de-l'Or et Bénin actuels). Il réorganise cette région, devient gouverneur de la Guinée en 1891, crée les plans de Conakry à l’emplacement d’une presqu'île déserte. Il lance de grands travaux : routes, voies ferrées, écoles, hôpitaux et le port.
Assurant l’intérim de la direction de l’Afrique-Occidentale française (A.O.F.), il en devient le Gouverneur général en 1900.
C’est alors qu’il doit faire face à une épidémie de fièvre jaune.
Atteint du diabète, fatigué par l’ampleur de la tâche à accomplir, ses défenses s’avèreront insuffisantes, il meurt le 26 janvier 1902 à Saint-Louis du Sénégal.
Les seules funérailles nationales qui ont été organisées à Chartres se déroulèrent le 4 mars 1902 en hommage au docteur Ballay.
En 2002, le centenaire de sa mort a été célébré. À cette occasion, Fontenay-sur-Eure dédie une fresque à l’enfant du pays et organise une exposition à Chartres, où une rue porte son nom.
Gérard Cornu ( homme politique ) Député et Sénateur d'Eure et Loir . Maire de Fontenay sur Eure de 1983 à 2014